# Mangora v-signata
Mangora v-signata là một loài nhện trong họ Araneidae.
Loài này thuộc chi Mangora. Mangora v-signata được Cândido Firmino de Mello-Leitão miêu tả năm 1943.